# Bill Condon
William "Bill" Condon (New York, 22 ottobre 1955) è un regista e sceneggiatore statunitense.

## Biografia
I suoi due film più conosciuti sono Demoni e dei, biopic sulla vita del regista James Whale e per cui ha vinto l'Oscar alla migliore sceneggiatura non originale, e Dreamgirls altro biopic ispirato questa volta alla vita del gruppo vocale femminile The Supremes. È stato candidato all'Oscar alla migliore sceneggiatura non originale per il film di Rob Marshall Chicago.
La casa di produzione cinematografica Summit Entertainment gli ha affidato la regia di The Twilight Saga: Breaking Dawn - Parte 1 e The Twilight Saga: Breaking Dawn - Parte 2, tratti dall'ultimo capitolo della saga di Stephenie Meyer, usciti negli Stati Uniti rispettivamente il 18 novembre 2011 e il 16 novembre 2012 che, nonostante le critiche negative, con 829.685.377 $ d'incasso in tutto il mondo, superando gli incassi dei precedenti film della saga, risulta essere il 40º film di maggiore incasso di sempre. Successivamente, nel 2013, dirige il biopic Il quinto potere sulla vita del fondatore di WikiLeaks Julian Assange, che non riscuote molto successo sia di pubblico che di critica.
Due anni dopo dirige l'adattamento di un libro di Mitch Cullin in un atipico film su Sherlock Holmes intitolato Mr. Holmes - Il mistero del caso irrisolto che riscuote un buon successo, in cui Ian McKellen, già collaboratore di Condon in Demoni e dei, interpreta il famoso investigatore ormai invecchiato e ritiratosi dalle scene che cerca, aiutato da un bambino, di ricordare la sua ultima indagine. Nel film compaiono in camei anche gli attori Nicholas Rowe e Basil Rathbone precedenti interpreti del famoso investigatore sul grande schermo. Ha diretto per la Disney un nuovo adattamento live action de La bella e la bestia uscito in Italia il 16 marzo 2017 e nel 2025 traspone per il grande schermo Kiss of the Spider Woman dall'omonimo musical di Broadway.

## Filmografia

### Regista

#### Cinema
- I delitti della palude (Sister Sister) (1987)
- L'inferno nello specchio (Candyman 2) (Farewell to the Flesh) (1995)
- Demoni e dei (Gods and Monsters) (1998)
- Kinsey (2004)
- Dreamgirls (2006)
- The Twilight Saga: Breaking Dawn - Parte 1 (2011)
- The Twilight Saga: Breaking Dawn - Parte 2 (2012)
- Il quinto potere (The Fifth Estate) (2013)
- Mr. Holmes - Il mistero del caso irrisolto (2015)
- La bella e la bestia (Beauty and the Beast) (2017)
- L'inganno perfetto (The Good Liar) (2019)
- Kiss of the Spider Woman (2025)

#### Televisione
- Compito in classe - Un delitto perfetto (Murder 101) – film TV (1991)
- Sopra ogni sospetto (Dead in the Water) – film TV (1991)
- Ordinaria follia (Deadly Relations) – film TV (1992)
- Un uomo nel mirino (The Man Who Wouldn't Die) – film TV (1993)
- The Others – serie TV, 1 episodio (2000)
- Tilda – film TV (2011)
- The Big C – serie TV, 2 episodi (2010)

### Sceneggiatore

#### Cinema
- Strange Behavior, regia di Michael Laughlin (1982)
- Strange Invaders, regia di Michael Laughlin (1983)
- I delitti della palude (Sister Sister) (1987)
- F/X 2 - Replay di un omicidio (F/X2), regia di Richard Franklin (1991)
- Demoni e dei (Gods and Monsters), regia di Bill Condon (1998)
- Chicago, regia di Rob Marshall (2002)
- Patto con il diavolo, regia di Alec Baldwin (2003)
- Kinsey, regia di Bill Condon (2004)
- Dreamgirls, regia di Bill Condon (2006)
- Mr. Holmes - Il mistero del caso irrisolto, regia di Bill Condon (2015)
- The Greatest Showman, regia di Michael Gracey (2017)
- Kiss of the Spider Woman, regia di Bill Condon (2025)

#### Televisione
- Tilda – film TV (2011)

### Soggetto
- Kinsey, regia di Bill Condon (2004)

### Produttore

#### Cinema
- Strange Behavior, regia di Michael Laughlin (1982)
- Un uomo nel mirino (The Man Who Wouldn't Die), regia di Bill Condon (1993)
- L'inganno perfetto (The Good Liar), regia di Bill Condon (2019)
- Come From Away, regia di Christopher Ashley (2021)

#### Televisione
- Tilda – film TV (2011)
- The Big C – serie TV (2010)